# ACAB - All Cops Are Bastards
ACAB - All Cops Are Bastards è un film del 2012 diretto da Stefano Sollima, al suo esordio sul grande schermo, tratto dal libro ACAB. All cops are bastards di Carlo Bonini.
È il primo capitolo della "trilogia della Roma criminale" a cui seguono i film Suburra (2015) e Adagio (2023).

## Trama
Negro, Mazinga e Cobra sono tre celerini, agenti antisommossa della Polizia, distrutti e logorati dalla violenza del loro lavoro. Tutti e tre soffrono nella vita familiare; Negro affronta la separazione dalla moglie cubana e la paura di non poter vedere più la propria figlioletta per via del lavoro da poliziotto. Mazinga, ferito e invalido dopo un'aggressione in servizio, ha un figlio ribelle vicino ad ambienti neofascisti e xenofobi. Cobra è imputato in un processo per aggressione ai danni di un tifoso. I tre colleghi, diversi per carattere e stati familiari, hanno nel loro legame affettivo l'unica speranza per affrontare i loro problemi, e scaricano tutte le loro frustrazioni sul lavoro.
Quando alla Centrale arriva una nuova giovanissima recluta, Adriano Costantini, viene subito coinvolta nel mondo violento e pericoloso che è quello degli agenti antisommossa, ma diviene anche la speranza per i tre celerini di riscattarsi e risollevarsi. Il ragazzo è in accordo con un politico locale per risolvere l'occupazione abusiva dell'appartamento assegnato alla madre da dei tunisini irregolari, ma viene deluso.
Arrabbiati e sconvolti dalla morte del loro collega Filippo Raciti, gli agenti effettuano un raid nella sede degli ultras coinvolti nel ferimento di Mazinga e picchiano selvaggiamente i presenti: uno di loro, a sorpresa, è proprio il figlio di Mazinga, che viene lasciato andare. L'irruzione, che avrebbe dovuto concludersi con l'arresto dei rei, viene conclusa senza informare la DIGOS. Tutto questo indigna Adriano al punto di spingerlo ad informare la Magistratura di quanto è avvenuto, con la conseguente denuncia per aggressione aggravata nei confronti dei suoi compagni di squadra; la moralità del ragazzo infatti gli impone di voler essere un poliziotto giusto e non un punitore al di sopra della legge.
Alla notizia della morte di Gabriele Sandri, i poliziotti reagiscono con indifferenza e ostilità. Mentre Adriano si reca a ritirare i suoi effetti personali in sede (in quanto reo confesso è stato solo brevemente sospeso dal servizio), la Celere è chiamata a fare servizio d'ordine fuori dallo stadio, nonostante la partita sia stata sospesa. Cobra avvisa i suoi superiori che li stanno mandando al massacro: ha avuto infatti notizia certa che per la serata si stanno radunando diversi gruppi di ultras sportivi. L'intenzione sembra quella di coprire la morte di un tifoso con quella di un altro poliziotto, in modo da togliere dai riflettori la morte di Gabriele Sandri. I pochi celerini schierati si preparano all'imminente scontro.

## Distribuzione
Il primo teaser trailer del film è stato diffuso il 12 dicembre 2011, mentre nelle sale è stato distribuito il 27 gennaio 2012.

## Accoglienza

### Incassi
Il film ha incassato al botteghino italiano 2.943.499 euro, risultando 54º incasso della stagione 2011-2012, a fronte di un budget di costo di 5 milioni di euro, arrivando come incasso nel mondo a soli 3.8 milioni complessivi di incasso.

## Serie TV sequel
Nel 2025 viene realizzato un sequel del film, ACAB - La serie, serie TV che vede il ritorno di Mazinga e l'introduzione di una nuova squadra di celerini. La serie, realizzata da Netflix, è diretta da Michele Alhaique e prodotta dallo stesso Sollima.

## Riconoscimenti
- 2012 - David di Donatello
  - Nomination Miglior regista esordiente a Stefano Sollima
  - Nomination Miglior attore non protagonista a Marco Giallini
  - Nomination Migliore fotografia a Paolo Carnera
  - Nomination Miglior trucco a Manlio Rocchetti
  - Nomination Miglior montaggio a Patrizio Marone
  - Nomination Miglior sonoro a Gilberto Martinelli
- 2012 - Nastro d'argento
  - Miglior attore protagonista a Pierfrancesco Favino
  - Miglior attore non protagonista a Marco Giallini
  - Nomination Miglior regista esordiente a Stefano Sollima
  - Nomination Migliore fotografia a Paolo Carnera
  - Nomination Migliore montaggio a Patrizio Marone
- 2012 - Globo d'oro
  - Nomination Miglior attore a Pierfrancesco Favino
- 2012 - Premio Flaiano
  - Miglior attore a Pierfrancesco Favino